# Ni pour ni contre (bien au contraire)
Pour plus de détails, voir Fiche technique et Distribution.
Ni pour, ni contre (bien au contraire) est un film français de Cédric Klapisch, sorti en 2003.

## Synopsis
Caty, une cadreuse de télévision, rencontre lors d'une interview une call-girl qui la met en contact avec Jean. Celui-ci lui propose une forte somme pour filmer un braquage qu'il projette.
Caty rencontre les amis de Jean, Mouss, Lecarpe et Loulou, avec qui elle va découvrir le monde de la nuit, les cabarets et les armes à feu. Elle s'habitue à ce monde de l'argent rapidement et facilement gagné.
Pour ce qui est présenté comme le dernier gros coup de Jean, elle accepte de se faire passer pour une prostituée auprès du directeur d'un dépôt de monnaie, afin de désactiver l'alarme qui protège le lieu. Mais le casse ne se déroule pas exactement comme prévu : Jean est arrêté ; Lecarpe est tué par Caty ; Mouss est blessé par balle et déposé aux urgences ; Loulou est tué par des policiers. Caty réussit à s'enfuir à l'étranger avec une forte somme d'argent.

## Fiche technique
Sauf indication contraire, les informations mentionnées dans cette section peuvent être confirmées par la base de données cinématographiques IMDb,  présente dans la section « Liens externes ».
- Titre original : Ni pour, ni contre (bien au contraire)
- Réalisation : Cédric Klapisch
- Scénario et dialogues : Cédric Klapisch, Santiago Amigorena et Alexis Galmot
- Musique : Loïk Dury, Mathieu Dury, Sylvia Howard et Charlie O.
- Décors : Thierry Flamand
- Costumes : Anne Schotte
- Photographie : Bruno Delbonnel
- Son : Cyril Holtz, Cyril Moisson, Philippe Amouroux
- Montage : Yannick Kergoat
- Production : Aïssa Djabri, Farid Lahouassa et Manuel Munz
  - Production déléguée : Patrick Batteux et Monte Christo
- Sociétés de production[2] : Vertigo Production, en coproduction avec M6 Films et Ce Qui Me Meut Motion Pictures, avec la participation de TPS Star et M6
- Sociétés de distribution[3] : Bac Films Distribution (France) ; Les Films de l'Elysée (Belgique) ; Equinoxe Films (Québec) ; Agora Films Suisse (Suisse romande)
- Budget : 9,91 millions d’ €[4]
- Pays de production :  France
- Langue originale : français, anglais
- Format[5] : couleur - 35 mm - 2,35:1 (Cinémascope) (Panavision) - son DTS | Dolby Digital
- Genre : drame
- Durée : 111 minutes
- Dates de sortie[6] :
  - France, Belgique, Suisse romande : 5 mars 2003[7],[8]
  - Québec : 1er septembre 2003 (Festival des films du monde de Montréal)
- Classification[9] :
  - France : tous publics avec avertissement[10]
  - Belgique : tous publics (Alle Leeftijden)[7]
  - Suisse romande : interdit aux moins de 14 ans[11]

## Distribution
- Marie Gillain : Caty
- Vincent Elbaz : Jean
- Simon Abkarian : Lecarpe
- Dimitri Storoge : Loulou
- Zinedine Soualem : Mouss
- Natacha Lindinger : Caprice
- Jocelyn Lagarrigue : Gilles
- Pierre-Ange Le Pogam : le directeur du dépôt
- Diane Kruger : Prune/Margot
- Thierry Levaret : le vigile
- Didier Flamand : un journaliste
- Cédric Klapisch : un journaliste (caméo)

## Autour du film
- À la fin du film, quand Cathy est sur son balcon, une femme sur le balcon d'en face lui dit : « Welcome to our paradise ». (« bienvenue dans notre paradis »). Cette phrase est reprise dans l'intro de la chanson Crash Me du groupe Indochine.
- Le titre du film est inspiré de la citation « Je ne suis ni pour, ni contre, bien au contraire », attribuée à l'homme politique Jean Lecanuet[12].